# حملة السلام النسائية

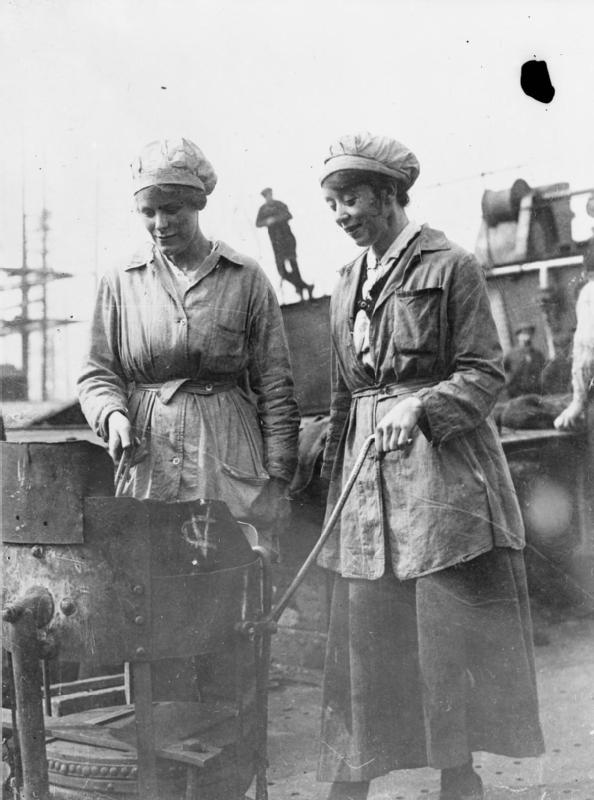
عاملة في ساحة بناء السفن في هارلاند وولف في جوفان خلال الحرب العالمية الأولى.

كانت حملة السلام النسائية حركة اشتراكية شعبية انتشرت عبر بريطانيا العظمى بين عامي 1916 و 1918. وكان هدفها الرئيسي نشر "سلام الشعب"، الذي تم تعريفه على أنه نهاية تم التفاوض عليها للحرب العالمية الأولى دون أي ضم أو تعويضات. تأسست الحركة لأول مرة في غلاسكو في يوليو 1916، وتم إطلاقها رسميًا في 10 يونيو 1917. وانتشرت لاحقًا عبر بريطانيا العظمى، مع مظاهرات تجري في ليدز، برادفورد، ليستر، برمنغهام ولانكشاير. على الرغم من أنها جمعت عددًا كبيرًا من المتابعين، إلا أن حملة السلام النسائية واجهت معارضة من كل من الحكومة والشرطة، حيث تم اعتقال الأعضاء وتهديدهم.

## الأصول
تسبب اندلاع الحرب في حدوث انشقاق في جهود ما قبل الحرب من أجل حق المرأة في الاقتراع حيث اتخذ الأفراد داخل حركة حق التصويت مواقف مختلفة فيما يتعلق بالأخلاق الضرورية لبريطانيا العظمى دخول قدم الحرب المتزايدة التي تطورت بين الدول الأوروبية المجاورة بعد اغتيال القوس دوق فرديناند في 28 يونيو 1914. في وقت مبكر من إعلان الحرب الذي أصدرته الحكومة البريطانية، أعلنت إيملين بارخوست، زعيمة الاتحاد الاجتماعي والسياسي للمرأة (WSPU)، ومن قرارها ذي الدوافع السياسية للانتقال إلى باريس، بأن: من هذا الوقت، يجب على WSPU أن تكف عن أنشطة الاقتراع وأن تركز جهودها في دعم جهود الحكومة الحربية.